# Vittoria Aleotti
Vittoria Aleotti (Ferrara,? 1575-después del 1620) fue una compositora y organista italiana, hija del prominente arquitecto Giovan Battista Aleotti, quien la menciona en su testamento, escrito en 1631, y quizás hermana menor de Raffaella Aleotti.

## Trayectoria
Escuchando las lecciones de música que su hermana mayor recibía por Alessandro Milleville y después por Ercole Pasquini, aprendió tan bien que a la edad de 6 años maravilló a su familia por su facilidad para tocar el clavicordio: «fijando la pura mente a los preceptos del maestro que enseñaba a la otra, aprendió tan bien que (sin que nadie se diese cuenta) a cabo de un año la inclinación natural le disueltó las manitas de niña, así que empezó a tocar el arpicordo sorprendio no solo a su madre, sino también al preceptor».
A los 14 años fue enviada a estudiar al Convento Agustino de San Vito en Ferrara, renombrado por su nivel de enseñanza musical. Después de esto momento, Vittoria desaparece del mundo y Raffaella adquiere mucha fama como compositora y organista. Es posible que su nombre de bautismo fuera Vittoria, y "Raffaella" el nombre que adoptó cuando tomó los hábitos. En 1636 Raffaella fue nombrada Abadesa del Convento, cargo que ejerció hasta 1639. Es mencionada en la guía de Guarini para Ferrara como alguien muy versado en música, mención que alcanza sus publicaciones de motetes y madrigales.
Aleotti (Vittoria) arregló una cantidad de madrigales de Giovanni Battista Guarini, que luego fueron enviados por su padre al conde de Zaffo, quien los publicó en la imprenta de Vincenti en Venecia en 1593. Otra colección de motetes (de Raffaella) fue impresa por Amadino en 1593, tratándose de la primera publicación de música sacra compuesta por una mujer.
Además de sus composiciones, Raffaella Aleotti fue también organista del Convento, y maestra de un gran conjunto de instrumentistas y cantantes que daban conciertos. Según Ercole Bottrigari (un escritor de la época), se trataba de uno de los mejores conjuntos de Italia.